# Hemträsket (Råneå socken, Norrbotten)
Hemträsket är en sjö i Luleå kommun i Norrbotten och ingår i Råneälvens huvudavrinningsområde. Sjön har en area på 1,71 kvadratkilometer och ligger 19,1 meter över havet. Sjön avvattnas av vattendraget Bjurån.

## Delavrinningsområde
Hemträsket ingår i det delavrinningsområde (733326-178809) som SMHI kallar för Utloppet av Hemträsket. Medelhöjden är 28 meter över havet och ytan är 7,06 kvadratkilometer. Räknas de 14 avrinningsområdena uppströms in blir den ackumulerade arean 185,7 kvadratkilometer. Bjurån som avvattnar avrinningsområdet har biflödesordning 2, vilket innebär att vattnet flödar genom totalt 2 vattendrag innan det når havet efter 20 kilometer. Avrinningsområdet består mestadels av skog (65 procent). Avrinningsområdet har 1,72 kvadratkilometer vattenytor vilket ger det en sjöprocent på 24,3 procent.